# Лисюк Юрій Олександрович
Ю́рій Олекса́ндрович Лисю́к — генерал-майор, начальник управління прикордонного контролю Департаменту охорони державного кордону Адміністрації Державної прикордонної служби України.

## Біографія
1994 року закінчив з відзнакою Хмельницький інститут Прикордонних військ України; проходив службу в Луцькому прикордонному загоні — заступник начальника прикордонної застави, начальник прикордонної застави, заступник коменданта прикордонної комендатури.
2003 року підвищив освіту в Національній академії Прикордонних військ України імені Богдана Хмельницького, старший офіцер відділу прикордонної служби штабу Північного регіонального управління Державної прикордонної служби України.
З 2004 року проходить службу на Окремому контрольно-пропускному пункті «Київ» Державної прикордонної служби України.
2008 року обіймає посаду першого заступника начальника Окремого контрольно-пропускного пункту «Київ» Державної прикордонної служби України.
З січня 2012 року — начальник Донецького прикордонного загону.
Одружений, родина виховує двох синів.

## Нагороди та відзнаки
2 серпня 2014 року за особисту мужність і героїзм, виявлені у захисті державного суверенітету та територіальної цілісності України, вірність військовій присязі під час російсько-української війни нагороджений орденом Богдана Хмельницького III ступеня.
25 серпня 2015 року полковнику Юрію Лисюку присвоєно військове звання генерал-майора.
Нагороджений 8 медалями.